# Lyropteryx musageta
Lyropteryx musageta är en fjärilsart som beskrevs av Felix Bryk 1953. Lyropteryx musageta ingår i släktet Lyropteryx och familjen Riodinidae. Inga underarter finns listade i Catalogue of Life.